# Parroquia Sucre (Guayaquil)
La Parroquia Sucre es un distrito de Guayaquil y una parroquia urbana del cantón de Guayaquil en la provincia ecuatoriana de Guayas. El área es de alrededor de 69 hectáreas. La población era de 11.952 en 2010.

## Historia
La Parroquia Sucre, ubicada en la ciudad de Guayaquil, Ecuador, lleva su nombre en honor al mariscal Antonio José de Sucre, quien fue un destacado líder militar en la lucha por la independencia de América del Sur. Sucre comandó las tropas que derrotaron a los españoles en la Batalla del Pichincha el 24 de mayo de 1822, un evento crucial en la liberación de Ecuador del dominio colonial.

## Límites
La Parroquia Sucre está delimitada por la avenida Colón al norte, la calle Gómez Rendón al sur, la calle Lizardo García al este, y la calle Machala al oeste. Este sector urbano incluye calles emblemáticas como García Moreno, Ayacucho, Alcedo, Pedro Pablo Gómez, José de Antepara y Av. del Ejército, las cuales han jugado un papel importante en la historia y desarrollo de la parroquia.

## Electores
El número de electores en el área urbana de Guayaquil ha disminuido, según los registros del CNE. La parroquia urbana Nueve de Octubre ha perdido votantes entre 2017 y 2023. En 2017, la parroquia contaba con 20.118 electores, pero para 2023, ese número se redujo a 15.954, lo que representa una disminución del 20,7%.

## Población
La Parroquia Sucre es un área densa y diversa, con una mezcla de residentes locales y comerciantes que han transformado la dinámica del lugar a lo largo de los años. La presencia de mercados informales ha impactado significativamente la vida cotidiana de sus habitantes, quienes han expresado preocupaciones por la limpieza y seguridad del área. A pesar de estos desafíos, la parroquia sigue siendo un lugar donde los residentes y visitantes pueden encontrar productos a precios más bajos que en otros mercados de la ciudad.

## Lugares de interés
La Parroquia Sucre alberga varios puntos de interés significativos, tanto históricos como modernos. Entre ellos se destacan:
- Complejo Deportivo Pío López Lara: Este complejo incluye el estadio Yeyo Úraga (béisbol), el coliseo Abel Jiménez Parra (básquet), el estadio Ramón Unamuno y un gimnasio de boxeo. Es un centro vital para el deporte en la parroquia, atrayendo a numerosos deportistas y aficionados.
- Establecimientos Educativos: En la parroquia se encuentran varias instituciones educativas, como el colegio Rosario Sánchez Bruno, administrado por las religiosas del Buen Pastor, y un local en la calle Cuenca donde funcionan las escuelas Adolfo Fassio (diurna), Zoila Esperanza Crespo (vespertina) y Brasil (nocturna).
- Mercados: El mercado Assad Bucaram, también conocido como Pedro Pablo Gómez, fue un importante punto comercial en la década de 1970. En 2010 el Centro Comercial Artesanal Machala se inauguró en el lugar del antiguo mercado, entre las calles (Machala, entre Pedro Pablo Gómez y Alcedo) impulsando el comercio local de artesanías y otros productos.[6]
- Centro de Integración de la Vejez: Este centro, ubicado en la avenida Machala y Gómez Rendón, ofrece un espacio donde los ancianos de la parroquia pueden participar en diversas actividades, promoviendo la integración y el bienestar de la tercera edad.